# Puhaci, Sarnî
Puhaci (în ucraineană Пугач) este un sat în așezarea urbană Klesiv din raionul Sarnî, regiunea Rivne, Ucraina.

## Demografie
Componența lingvistică a localității Puhaci
     Ucraineană (98,35%)
     Rusă (1,5%)
     Alte limbi (0,15%)
Conform recensământului din 2001, majoritatea populației localității Puhaci era vorbitoare de ucraineană (98,35%), existând în minoritate și vorbitori de rusă (1,5%).